# Neta Rivkin
Neta Rivkin (en hebreo: נטע ריבקין‎; Petaj Tikva, 19 de junio de 1991) es una exgimnasta rítmica israelí que compitió en la categoría de individual.
Rivkin está considerada como la gimnasta rítmica de Israel más exitosa de todos los tiempos. Participó en tres Juegos Olímpicos- Pekín 2008, Londres 2012 y Río 2016-, y en 2011 ganó la medalla de plata en las categorías de mazas en los Campeonatos Europeos de 2011, celebrados en Minsk. Ese mismo año también obtuvo una medalla de bronce en la categoría de aro en los Campeonatos Mundiales de 2011, celebrados en Montpellier. Obtuvo además la medalla de plata en el concurso general en el Grand Prix de Gimnasia de 2014, celebrado en Innsbruck. Rivkin se retiró del deporte en 2016, tras quedar 13º en los Juegos olímpicos de Brasil.

## Vida personal
Rivkin es judía, y nació en Petaj Tikva, Israel. Sus padres inmigraron a Israel desde San Petersburgo, Rusia, en 1991.

## Carrera
Rivkin es entrenada por Ela Samofalov. Cuando se le preguntó en 2008 si había sufrido de infancia perdida, dijo: "Es cierto. No sé qué es ser una 'niña normal,'  he sido gimnasta desde que tenía seis años y no sé hacer otra cosa, pero no creo que me pierda de mucho. No cualquiera puede clasificarse para los Juegos Olímpicos."

### 2008
Rivkin representó a Israel en los Juegos Olímpicos de Verano de 2008 en Pekín, China, ocupando el lugar 14.º en la clasificación final. Era la integrante más joven de la delegación olímpica israelí, con tan solo 17 años de edad.

### 2011
En mayo de 2011,  ganó una medalla de plata en la categoría de mazas en los Campeonatos Europeos de Gimnasia Rítmica de 2011 de Minsk, por detrás de Liubov Charkashyna de Bielorrusia.
En septiembre de 2011, a la edad de 20, obtuvo la medalla de bronce en la categoría de aro en los Campeonatos Mundiales de Gimnasia Rítmica celebrados en Montpellier, Francia. Ha sido la primera medalla ganada en un campeonato mundial por una atleta israelí, quedando por detrás de la campeona olímpica rusa Evgenia Kanaeva, y la también rusa Daria Kondakova. Rivkin dijo:  "no tengo palabras para describir lo que estoy sintiendo y mi alegría. Tengo un enorme deseo de traer más logros a nuestro pequeño y hermoso país."

### 2012
En 2012, Rivkin obtuvo la medalla de plata en el concurso completo en un evento de la Copa Mundial de Gimnasia Rítmica celebrado en Taskent. Compitió en los Juegos Olímpicos de Verano de 2012, en Londres. Se clasificó para la final y acabó en el 7.º lugar en la clasificación general.

### 2013
En 2013, Rivkin se retiró del Grand Prix de Holon debido a una enfermedad. Regresó a competición para el Grand Prix de 2013 de Thiais, en el cual acabó en el 5.º en el concurso completo y obtuvo la medalla de bronce en la final de pelota. En el Grand Prix de Pesaro de 2013, Rivkin acabó en el 4.º lugar en el concurso completo y ganó otra medalla de bronce en la final de pelota. Obtuvo la medalla de plata en pelota (compartida con Silvia Miteva de Bulgaria) en el Grand Prix de Sofía de 2103. 
En la Copa Mundial de Minsk de 2013, acabó en el 7.º lugar en el concurso completo, y ganó una medalla de bronce en la categoría de aro. Participó en los Campeonatos Europeos de 2013 en Viena, donde se clasificó para las finales por aparatos, terminando en el 6.º lugar en aro y 7.º en pelota. En la Universiada de Verano de 2013 en Kazán,  acabó en el 5.º lugar en el concurso completo. Ganó la medalla de oro en el concurso completo en las Macabiadas de 2013 celebradas en Jerusalén, Israel. Acabó en el lugar 11.º en el concurso completo en el evento de la Copa Mundial de 2013 celebrado en San Petersburgo, Rusia. Rivkin acabó en el 10.º lugar en el concurso completo de los Campeonatos Mundiales de 2013 celebrados en Kiev.

### 2014
En la temporada de 2014, Rivkin empezó su competición en el Grand Prix de Moscú y acabó en el 8.º lugar en el concurso completo. Obtuvo la medalla de bronce en el concurso completo en el segundo evento de 2014, el Grand Prix de Thiais, y se clasificó para finales en cuatro apartados diferentes. Acabó en el 5.º lugar en el concurso completo de la Copa Mundial de 2014 en Debrecen, y en el 10.º lugar en la Copa Mundial de Stuttgart de 2014, donde además acabó en el 4.º lugar en mazas, 4.º en lazo, y 8.º en aro. Rivkin acabó 4.º en el all-around del Grand Prix de Holon de 2014, y clasificó para las finales de cuatro aparatos, ganando la medalla de oro en aro (compartida con Margarita Mamún), medallas de plata en mazas y pelota, y bronce en lazo. Luego, Rivkin compitió en la Copa Mundial de 2014 en Pesaro, acabando en el lugar 10.º en el concurso completo. En mayo de 2014, compitió en la Copa Mundial de Tashkent, en la cual acabó en el 4.º lugar en el concurso completo. Se clasificó para 4 finales por aparatos, y obtuvo una medalla de bronce en aro. En junio de 2014, compitió en los Campeonatos Europeos de 2014 y acabó en el 4.º lugar en el concurso completo, con una puntuación global de 71.599, 0.05 puntos menos que la ganadora de medalla del bronce, Ganna Rizatdinova. En septiembre, en la Serie de la Copa Mundial de 2014 en Kazán, Rusia, acabó en el 7.º lugar en el concurso completo, con un total de 69.350 puntos, clasificando para 3 finales por aparatos. En septiembre (junto con sus compañeras de equipo Victoria Veinberg Filanovsky y Martina Poplinsky) representó a Israel en los Campeonatos Mundiales de Gimnasia Rítmica de 2014 en Esmirna, donde el equipo de Israel acabó en el 4.º lugar. Clasificó para 3 finales por aparatos, y acabó en el 9.º lugar en el concurso completo, por detrás de Katsiaryna Halkina. En noviembre, Rivkin obtuvo la medalla de plata en el concurso completo en el Grand Prix de 2014 de Brno, detrás de Margarita Mamún. En noviembre, en la final del Grand Prix de 2014 en Innsbruck, Rivkin ganó la medalla de plata en el concurso completo y en la final de aro.

### 2015
En la temporada de 2015, compitió  en el Grand Prix de 2015 de Moscú, acabando en el 5.º lugar en el concurso completo, y se clasificó para la final de 3 aparatos, obteniendo bronce en aro, 4.º lugar en pelota, y 5.º lugar en mazas. En marzo, Rivkin obtuvo la medalla de bronce en el concurso completo en el Trofeo Internacional de Barcelona y en el Grand Prix de Thiais obtuvo la medalla de bronce en el concurso completo, oro en aro, plata en pelota y bronce en la final de mazas. En marzo del mimo año, Rivkin compitió en la Copa Mundial de 2015 de Lisboa, acabando en el 7.º lugar en el concurso completo y clasificando para dos finales por aparatos, ganando plata en lazo y obteniendo el 8.º lugar en pelota. En abril, Rivkin acabó en el lugar 13.º en la Copa Mundial de Pesaro, luego de una penalización durante su rutina con lazo; sin embargo, se clasificó para tres finales por aparatos. Rivkin y su compañera de equipo Victoria Veinberg Filanovsky compitieron en los Campeonatos Europeos de Minsk, donde el equipo de Israel acabó en el 4.º lugar, y se clasificó para dos finales por aparatos, acabando en el 6.º lugar en mazas y 7.º lugar en pelota. Rivkin acabó en el 4.º lugar en el concurso completo del Grand Prix de Holon, donde se clasificó para todas las finales de aparatos y obtuvo medallas de bronce en aro y pelota. En mayo, Rivkin acabó en el 6.º lugar en el concurso completo de la Copa Mundial de 2015 de Tashkent, donde se clasificó en tres finales por aparatos. En el Grand Prix de Berlín, Rivkin acabó en el 4.º lugar en el concurso completo con un total de 71.350 puntos. Se clasificó para tres finales por aparatos y obtuvo la medalla de plata en pelota. En junio, compitió en los primeros Juegos Europeos de 2015, en Bakú, donde acabó en el 10.º lugar en el concurso completo, se clasificó para tres finales por aparatos y logró la medalla de bronce en aro, 5.º lugar en pelota y 6.º en lazo. En agosto, compitió en la Copa Mundial de 2015 en Budapest, acabando en el 14.º lugar en el concurso completo, y se clasificó para la final de lazo, acabando en el 7.º lugar. En su participación el evento de la Copa Mundial de 2015 en Sofía, Rivkin acabó en el 10.º lugar en el concurso completo, detrás de Katsiaryna Halkina de Bielorrusia, y se clasificó para las finales de mazas y aro, acabando en el 8.º lugar en ambos eventos. En la Copa del Mundo en Kazán, Rivkin acabó en el 7.º lugar en el concurso completo y se clasificó para las finales por aparatos de aro y mazas. En septiembre, junto a Victoria Veinberg Filanovsky y Linoy Ashram, compitió en los Campeonatos Mundiales de 2015 en Stuttgart, acabando el equipo de Israel en el 4.º lugar. Se clasificó para dos finales de aparatos, acabando en los lugares 8.º en aro y 6.º en pelota. Rivkin también acabó en el 7.º lugar del concurso completo, con un total de 70.974 puntos.

### 2016
En 2016, Rivkin empezó la temporada compitiendo en el Grand Prix de 2016 de Moscú, finalizando en el lugar 17.º en el concurso completo. En febrero, compitió en la Copa Mundial en Espoo, Finlandia, acabando en el 5.º lugar en la clasificación general, 5.º en aro, y cinta, 6.º en pelota, y 8.º en mazas. En marzo de 2016, subió por primera vez al podio de la Copa Mundial, obteniendo bronce en la clasificación general de la competición celebrada en Lisboa. En mayo, Rivkin compitió la Copa Mundial en Tashkent, acabando en el 4.º lugar en el concurso completo (71.350) después de haber lanzado su cinta fuera de la alfombra en su última rutina; sin embargo, Rivkin se clasificó para tres finales de aparatos, obteniendo plata en pelota, bronce en aro y el 8.º lugar en mazas. Acabó en el 5.º lugar de la clasificación general de la Copa Mundial de Minsk. Rivkin sufrió una lesión en un tobillo y se debió retirar de los Campeonatos Europeos de 2016, siendo reemplazada por Linoy Ashram. En julio, en el último evento de la Copa Mundial de 2016 celebrado en Bakú, Rivkin regresó a competición, acabando en el 7.º lugar en la clasificación general, con un total de 71.200 puntos y se clasificó para dos finales por aparatos, donde logró una medalla de bronce en pelota y el 4.º lugar en lazo.
Rivkin fue la portadora de la bandera israelí en la ceremonia de apertura de los Juegos Olímpicos de Verano de 2016 de Río de Janeiro. En estos Juegos Olímpicos finalizó en decimotercer lugar de la clasificación.